# Nour-Edinne Gezzar
Nour-Edinne Gezzar (Clermont-Ferrand, 17 februari 1980) is een Franse atleet, die gespecialiseerd is in de 3000 m steeplechase. 

## Loopbaan
In augustus 2012 maakte de Franse atletiekbond (FFA) bekend, dat Gezzar voor tien jaar was geschorst. Bij de Franse kampioenschappen in Angers, die op 17 juni 2012 werden gehouden, was hij namelijk positief getest op doping. Ditmaal was hij betrapt op het gebruik van het verboden middel epo. In 2006 ook was hij ook al eens twee jaar geschorst, na positief te zijn bevonden op het gebruik van het anabole hormoon nandrolon en maskeringsmiddel finasteride. De Franse atleet tekende begin augustus beroep aan bij het Hof van Arbitrage voor Sport (CAS) in Lausanne, maar hij werd in het ongelijk gesteld.

## Persoonlijke records
Outdoor
| Afstand             | Prestatie | Datum        | Plaats     |
| ------------------- | --------- | ------------ | ---------- |
| 1500 m              | 3.36,99   | 2 juni 2006  | Nantes     |
| 3000 m              | 7.53,52   | 8 juli 2005  | Sotteville |
| 3000 m steeplechase | 8.12,25   | 22 juli 2011 | Monaco     |

Indoor
| Afstand | Prestatie | Datum            | Plaats       |
| ------- | --------- | ---------------- | ------------ |
| 1500 m  | 3.42,08   | 12 februari 2011 | Val-de-Reuil |
| 3000 m  | 7.52,21   | 5 februari 2011  | Mondeville   |

## Palmares

### 3000 m
- 2001: 7e in serie EK indoor - 8.10,69

### 3000 m steeplechase
- 2012: 4e in serie EK - 8.36,98